# 5 Kaukaski Korpus Armijny
5 Kaukaski Korpus Armijny (ros. 5-й Кавказский армейский корпус) – jeden ze związków operacyjno-taktycznych Imperium Rosyjskiego w czasie I wojny światowej. Sformowany w I wojnie światowej. Rozformowany na początku 1918.

## Organizacja (1914)
- 123  Dywizja Piechoty
- 127  Dywizja Piechoty

- 2 Kaukaska  Dywizja Piechoty
- 2 Kaukaska Brygada Piechoty i Artylerii
- Kaukaska pułk Kozaków
- 55 Doński pułk Kozaków
- Kaukaski  górski samodzielny dywizjon artylerii
- 3 dywizjon 10 Syberyjskiej Brygady Artylerii
- 41 dywizjon moździerzy
- Michajłowska górska bateria artylerii
- nieetatowa bateria moździerzy
- 5 Kaukaski batalion saperów
- Czernomorska ochotnicza  sotnia  Kozaków

## Podporządkowanie
- 13 Armii (od 24 lipca 1915)
- 10 Armii (12.08 -2.10.1915)
- 7 Armii (14.11.1915 - 23.03.1916)
- Armii Kaukaskiej (01.05.1916 - grudzień 1917)

## Dowódcy koprpusu
- gen. lejtnant N.M. Istomin (marzec 1915 - kwiecień 1916)
- gen. lejtnant W.A. Jabłoczkin (kwiecień 1916 - kwiecień 1917)
- gen. lejtnant N.N. Baratow (kwiecień - czerwiec 1917)
- gen. lejtnant W.A. Jabłoczkin (lipiec - październik 1917)
- gen. lejtnant F. g. Czernozubow (od października 1917)